# Чёрный тракт
Чёрный тракт, он же Чёрный шлях и Чёрный гостинец — дорога на территории современных Островецкого, Ошмянского и Сморгонского районов (Гродненская область, Беларусь) и Вильнюсского районного самоуправления (Вильнюсский уезд, Литва).

## Маршрут
Начинается на Сморгонщине, идёт от Сол через Медрики, продолжаясь на Ошмянщине через Новики и Новосёлки. Далее заходит на Островетчину около Дегенево через Слободку, пролегая мимо Груздовщины и Германишек, через Лазовку, Липки, мимо Гудогая и Лоши к литовской границе. Далее дорога идёт через Шумскас и Кяну на Вильнюс.

## История
Дорога под таким названием впервые упоминается в 1501—1507 годах. Здесь орудовала банда, грабившая купцов. Согласно легенде, в край был направлен судья Ванькович. Параллельно с работой, он завёл роман с Ядвигой Русиновской. Как оказалось, именно она была главарём разбойников. Ядвигу вместе с её любовниками и сообщниками казнили в Вильне.
В ходе войны 1812 года по маршруту сначала наступали, а потом отступали некоторые силы Великой армии. Так как на основной дороге Ошмяны — Вильно действовали казаки, то французам пришлось двигаться окольными путями, в том числе «Чёрным трактом». Согласно статье газеты «Голас Радзiмы» за 2005 год, по пути они могли закопать сокровища, награбленные в Москве, или, по крайней мере, часть их. Об этом могут свидетельствуют старые курганы возле деревни Слободка, называемые жителями «французскими». Среди местного населения ходила легенда, будто французы нечто сбрасывали в пруд около действующей тогда мельницы недалёко от тракта.
Кроме того, по мнению профессора Адама Мальдиса, ссылаясь на косвенные сведения в исследованиях Вячеслава Шведа и Сергея Донских, через «Чёрный тракт» в Вильно мог бежать Наполеон.
С момента пуска в XIX веке Либаво-Роменской железной дороги, проходящей через Солы, Слободку и Гудогай в направлении Вильно, значимость «Чёрного тракта» возросла.
В первые дни Великой Отечественной войны по «Чёрному тракту» направились беженцы из Вильнюса на восток.

## В культуре
Маршрут упоминается в повести «Стая ворон над гостинцем» (также «Чорны шлях») Константина Тарасова. По мотивам произведения Алексей Дударев написал пьесу «Ядвига».